# Aloe monotropa
Aloe monotropa ist eine Pflanzenart der Gattung der Aloen in der Unterfamilie der Affodillgewächse (Asphodeloideae). Das Artepitheton monotropa stammt aus dem Griechischen, bedeutet ‚Einsiedler‘ und verweist auf die einzigartige Kombination der Merkmale.

## Beschreibung

### Vegetative Merkmale
Aloe monotropa wächst stammbildend, ist einfach oder sprosst gelegentlich. Die mehr oder weniger niederliegenden Stämme erreichen eine Länge von bis zu 30 Zentimeter. Die etwa 20 eiförmig-lanzettlichen, lang verschmälerten Laubblätter bilden eine lockere Rosette, die unterhalb der Triebspitze ausdauernd ist. Die grüne, linierte Blattspreite ist etwa 33 Zentimeter lang und 6 Zentimeter breit. Auf ihr befinden sich weiße längliche oder H-förmige Flecken. Auf der Blattunterseite sind die Flecken manchmal in Querbändern angeordnet. Die braun gespitzten Zähne am Blattrand sind etwa 2 Millimeter lang.

### Blütenstände und Blüten
Der Blütenstand weist etwa sechs Zweige auf und erreicht eine Länge von etwa 80 Zentimeter. Die unteren Zweige sind nochmals verzweigt. Die lockeren Trauben sind zylindrisch. Endständige Trauben sind etwa 10 bis 26 Zentimeter lang, seitliche bestehen aus einseitswendigen Blüten und weisen eine Länge von 6 bis 18 Zentimeter auf. Die deltoid spitz zulaufenden Brakteen weisen eine Länge von 6 bis 8 Millimeter auf und sind 2,5 Millimeter breit. Die altrosafarbenen, selten gelben, leicht bereiften Blüten stehen an 7 bis 10 Millimeter langen Blütenstielen. Sie sind etwa 30 Millimeter lang und an ihrer Basis gestutzt. Auf Höhe des Fruchtknotens weisen die Blüten einen Durchmesser von 5 Millimeter auf. Darüber sind sie abrupt verengt und schließlich zur Mündung erweitert. Ihre äußeren Perigonblätter sind auf einer Länge von 7 Millimetern nicht miteinander verwachsen. Die Staubblätter und der Griffel ragen kaum aus der Blüte heraus.

## Systematik und Verbreitung
Aloe monotropa ist in der südafrikanischen Provinz Limpopo im Schatten auf bewaldeten Dolomithängen in Höhen von 1000 bis 1400 Metern verbreitet.
Die Erstbeschreibung durch Inez Clare Verdoorn wurde 1961 veröffentlicht.

## Nachweise